# Giuseppe La Duca
Giuseppe La Duca (Palermo, 19 febbraio 1881 – Catania, 2 dicembre 1965) è stato uno scacchista italiano.

## Biografia
Attivo a Palermo (1913) e Catania (1921; 1923-24; 1932; 1934-35; 1940-42; 1947-56; 1959-62; 1964-65), fu giocatore a tavolino di 1ª categoria (1932) e solutore di problemi e studi. 
Prese parte alla simultanea tenuta il 12 aprile 1933 da Bogoljubov a Catania.
Fondatore dell'Accademia Scacchistica Palermitana (1913). Vicepresidente (1934) e presidente (1947; 1959) del Circolo Scacchistico Catanese, sezione del Circolo Artistico.

## Problemista
Nel 1932 fu vincitore del concorso nazionale relativo ai problemi in quattro mosse de L'Italia Scacchistica, superando in tale competizione sia Santillan che Ugo Lancia. Nello stesso anno fu anche vincitore del concorso "demolizioni" della stessa rivista.
Partecipò ad un importante dibattito a livello nazionale sull'ammissibilità dell'arrocco nel problema, schierandosi tra i favorevoli. Nel 1940 compose espressamente sei problemi per il concorso natalizio de L'Italia Scacchistica. Ebbe altri riconoscimenti: 3º premio al concorso per il problema nº 5000 e una lode al concorso internazionale 1956 de L'Italia Scacchistica, sezione 3 mosse.